# Robert Wisden
Robert Charles Wisden, född 2 juni 1958 i Brighton, England, är en kanadensisk skådespelare. Wisden är känd som skådespelare i filmer och TV-serier såsom Firebird 2015 AD, Titta vem som snackar nu!, Final Destination, Watchmen, The Outer Limits, Arkiv X och Smallville. 2006 tog han en kandidatexamen inom utbildning från Simon Fraser University och han har arbetat som lärare på Heritage Woods Secondary School och St. George's School.

## Filmografi (i urval)
- Firebird 2015 AD (1981)
- Titta vem som snackar nu! (1993)
- Höstlegender (1994)
- Final Destination (2000)
- Snow Queen (2002)
- Above and Beyond (2006)
- Watchmen (2009)
- Driven to Kill (2009)